# Dennis A. Ross
Pour l’article homonyme, voir Dennis Ross.
Dennis Alan Ross, né le 18 octobre 1959 à Lakeland (Floride), est un homme politique américain, élu républicain de Floride à la Chambre des représentants des États-Unis de 2011 à 2019.

## Biographie
Dennis Ross est originaire de Lakeland, dans le comté floridien de Polk. Après des études à l'université d'Auburn et à l'université Samford, il devient avocat.
Président du Parti républicain du comté de Polk de 1992 à 1995, il échoue à entrer au Sénat de Floride en 1996 malgré l'investiture républicaine. De 2000 à 2008, il est élu à la Chambre des représentants de l’État.
En 2010, il est élu à la Chambre des représentants des États-Unis dans le 12e district de Floride. Avec 48,1 % des voix, il devance la démocrate Lori Edwards (41,1 %) et le candidat du Tea Party Randy Wilkinson (10,7 %). Sa circonscription est redessinée en 2011. Dans le 15e district, il est réélu sans opposant en 2012 et avec 60,3 % des suffrages en 2014. Il devient alors le whip adjoint de la majorité républicaine.
En 2016, Ross remporte un quatrième mandat au Congrès en battant le démocrate Jim Lange avec environ 58 % des voix. En avril 2018, Ross annonce son intention de ne pas se représenter aux élections de novembre.